# 1954년 FIFA 월드컵 아시아 지역 예선
1954년 FIFA 월드컵 아시아 지역 예선은 1954년 FIFA 월드컵에 배정된 아시아 지역의 1장의 출전권을 두고 대한민국과 일본이 펼친 지역예선이었다.

## 경기 결과 (13조)
당초 5개 팀(대한민국, 일본, 중화민국, 남베트남, 인도)이 참가를 희망했으나 이들 중 베트남 공화국과 인도는 참가 신청이 받아들여지지 않아 3개 팀만 경기를 치르게 되었다. 하지만 중화민국이 기권하면서 결국 대한민국과 일본만이 예선에 참가하게 되었다.
| 팀 1 | 합계 | 팀 2     | 1차전 | 2차전 |
| ---- | ---- | -------- | ----- | ----- |
| 일본 | 3-7  | 대한민국 | 1-5   | 2-2   |

- 중화민국은 기권하였다.

두 팀은 원래 홈 앤 어웨이 경기를 할 계획이었으나 대한민국의 이승만 대통령이 일본 대표팀의 대한민국 입국을 거부해 2경기 모두 일본 도쿄에서 개최되었다.

### 일본 vs 대한민국
| 일본         | 1 – 5 | 대한민국                                       |
| ------------ | ----- | ---------------------------------------------- |
| 나가누마 16′ |       | 정남식 22′, 83′ · 최광석 34′ · 최정민 68′, 87′ |

### 대한민국 vs 일본
| 대한민국                | 2 – 2 | 일본              |
| ----------------------- | ----- | ----------------- |
| 정남식 24′ · 최정민 43′ |       | 이와타니 17′, 61′ |

 대한민국이 총 7-3으로 본선에 진출하였다.

## 뒷이야기
당시에는 항공사정이 나빠 대한민국에서 스위스로 가는 비행기가 없어 선수단은 일본에서 미국 공군이 내준 군용기를 타고 스위스로 떠났다. 그 군용기는 미국에서 만들어진 것이었으므로 키가 큰 미군에 맞춰 의자가 높게 제작되다보니 키가 작은 대한민국 선수들은 발을 땅에 붙이지 못해 무려 48시간을 다리를 떨면서 가야했다. 더군다나 당시 비행기의 자리가 모자라 선발대 11명만 먼저 출발했으며 나머지 선수들과 코팅스태프들은 나중에 민간 항공기를 타고 스위스로 갔다. 이렇게 계획에 차질을 빚은 끝에 개막식에도 참석하지 못했고 조별 예선 1차전인 헝가리전도 대한민국 선수들의 부재로 다른 날로 연기되는 웃지 못할 해프닝이 벌어지기도 했었다.